# Лосиный остров в Сокольниках
«Лосиный остров в Сокольниках» — картина русского художника Алексея Саврасова (1830—1897), написанная в 1869 году. Она является частью собрания Государственной Третьяковской галереи (инв. 825). Размер картины — 62 × 88 см.

## Описание
На картине изображён сосновый лес, перед которым находится поле с пасущимся стадом коров. Пасмурное небо со сгустившимися тучами, а также изображённые на переднем плане лужи с грязной водой создают мрачное и холодное впечатление. При этом само произведение очень поэтично и реалистично — начиная с изображения бора и кончая детальной проработкой травы и веток кустарников.

## История
В 1870 году картина (под названием «Вид сосновой рощи») экспонировалась на выставке Московского общества любителей художеств (МОЛХ). Она получила первую премию на конкурсе МОЛХ, и в том же году была куплена у Саврасова Павлом Третьяковым.
В 1871—1872 годах картина (под названием «Сокольники») демонстрировалась на 1-й выставке Товарищества передвижных художественных выставок, а в 1873 году (под названием «Лосиный остров») — на выставке Императорской Академии художеств.

## Отзывы
В 1870 году историк искусства Карл Герц писал об этой картине Саврасова:
Нельзя не смотреть без внутреннего удовольствия на произведение, в котором художник умел так поэтично перенесть на полотно знакомый каждому из нас клочок природы из окрестностей Москвы. Так смотреть на природу умеют только глаза поэта или художника. Перед нами вдали темная опушка леса, которого деревья мастерской рукой нарисованы; на первом плане местность, изрытая проточной водой, через которую переброшены самые первобытные мосты. Луч солнца, прорезывая облака, осветил часть бугристой поляны, на которой пасется стадо. Среди печальной зелени леса этот луч солнца так хорош, так радостен…
Искусствовед Николай Новоуспенский так писал об этой картине:
Действительно, «Лосиный остров» — картина, натурная достоверность и полное правдоподобие которой не вызывает сомнения. Подчеркивая обыденность её мотива, Саврасов занял передний план нарочито прозаическими деталями. <…> Избранный «вид» не наряден, в нем нет выделяющей его из ряда других видов особой «живописности». Создается впечатление, что в пейзаже осталось всё так, как это было увидено в действительности, и роль художника ограничилась добросовестной фиксацией наблюдённого. Однако это впечатление обманчиво. На самом деле здесь есть и строгий отбор, и продуманная композиция, и тонко рассчитанное цветовое построение.
Художник Василий Мешков отмечал, что написанный за два года до «Грачей» «Лосиный остров в Сокольниках» «был первой победной вехой на пути саврасовского утверждения жизни, торжества русской природы».